# 小行星107074
小行星107074（107074 Ansonsylva）是一颗绕太阳运转的小行星，为主小行星带小行星。该小行星于2001年1月20日发现。
該小行星以安森·J·西爾瓦（Anson J. Sylva）命名。

## 轨道参数
小行星107074的轨道半长轴为324 851 029 km，2.1714641 UA，离心率为0.126。